# 바스 반 프라센
바스 반 프라센(네덜란드어: Bas van Fraassen, 1941년 4월 5일 ~ )은 네덜란드계 미국인 과학철학자이다. 과학철학, 인식론과 형식논리학에 대해 주로 다루었다. 샌프란시스코 주립 대학교 철학 석좌교수, 프린스턴 대학교 철학 명예교수이다.
1941년 4월 5일 독일 점령 하 네덜란드에서 태어났다. 1963년 앨버타 대학교에서 학사, 피츠버그 대학교에서 1964년 석사, 1966년 박사 학위를 받았다. 반 프라센은 그의 대표적인 저서 《과학적 이미지》(The Scientific Image, 1980)에서 구성적 경험주의를 제시하면서 관찰 불가능한 대상에 대한 실재성에 대하여 불가지론적인 견해를 내놓았다.

## 같이 보기
- 미국 철학